# Краснобаева, Прасковья Сидоровна
Прасковья Сидоровна Краснобаева (1922 год, село Секисовка) — звеньевая колхоза имени 18 партсъезда Верхубинского района Восточно-Казахстанской области, Казахская ССР. Герой Социалистического Труда (1949).
Родилась в 1922 году крестьянской семье в селе Секисовка. С 1935 года трудилась рядовой колхозницей в местном колхозе. С 1943 по 1947 года работала комбайнёром. С 1948 года — звеньевая полеводческого звена колхоза имени XVIII партсъезда Верхубинского района.
В 1948 году звено Прасковьи Краснобаевой собрало в среднем по 29,3 центнера пшеницы на участке площадью 20 гектаров. За получение высоких урожаев пшеницы при выполнении колхозом обязательных поставок и контрактации по всем видам сельскохозяйственной продукции, натуроплаты за работу МТС в 1948 году и обеспеченности семенами всех культур в размере полной потребности для весеннего сева 1949 года удостоена звания Героя Социалистического Труда указом Президиума Верховного Совета СССР от 20 мая 1949 года c вручением ордена Ленина и золотой медали «Серп и Молот».
С 1963 года до выхода на пенсию трудилась на участке передвижной механизированной колонны треста «Химстрой».
Награды
- Герой Социалистического Труда (1949)
- Орден Ленина
- Медаль «За трудовую доблесть» (1944)